# ГЕС-ГАЕС Ікехара
ГЕС-ГАЕС Ікехара (池原発電所) – гідро електростанція в Японії на острові Хонсю. Знаходячись перед ГЕС Нанайро, становить верхній ступінь в каскаді на річці Кітаяма, лівій притоці Кумано (впадає до Тихого океану за два десятка кілометрів від південної околиці міста Кумано).
В межах проекту річку перекрили бетонною арковою греблею висотою 111 метрів та довжиною 460 метра, яка потребувала 647 тис м3 матеріалу. Вона утримує резервуар з площею поверхні 8,43 км2 та об’ємом 338,4 млн м3 (корисний об’єм 220,1 млн м3), в якому припустиме коливання рівня між позначками 283 та 318 метрів НРМ.
Для виконання функції гідроакумуляції як нижній резервуар використовують водосховище ГЕС Нанайро, створене за допомогою бетонної аркової греблі висотою 60 метрів та довжиною 201 метр, котра потребувала 157 тис м3 матеріалу. Вона утворила водосховище з площею поверхні 3,3 км2 і об’ємом 61,3 млн м3 (корисний об’єм 10,7 млн м3), в якому припустиме коливання рівня між позначками 186,5 та 190 метрів НРМ.
Завдяки звивистій течії річка через п’ять кілометрів після греблі проходить на відстані всього кількох сотень метрів від сховища. В цьому місці спорудили машинний зал, ресурс до якого подається через чотири водоводи довжиною по 146 метрів, два з яких мають спадаючий діаметр від 4,5 до 3,6 метра, а ще два – від 5,4 до 4,3 метра.
Основне обладнання станції становлять чотири оборотні турбіни типу Френсіс – дві потужністю по 72 МВт та дві з показником по 103 МВт, які використовують напір у 121 метр.
Із нижнім резервуаром з’єднання забезпечується завдяки каналу довжиною 0,3 км з шириною по дну 18 метрів.